# Microrégion de Pelotas

Localisation de la microrégion de Pelotas

La microrégion de Pelotas est une des microrégions du Rio Grande do Sul appartenant à la mésorégion du Sud-Est du Rio Grande do Sul. Elle est formée par l'association de dix municipalités. Elle recouvre une aire de 10 316,601 km2 pour une population de 501 328 habitants (IBGE - 2005). Sa densité est de 48,6 hab./km2. Son IDH est de 0,794 (PNUD/2000). Elle est bordée par la Lagoa dos Patos.

## Municipalités[1]
- Arroio do Padre
- Canguçu
- Capão do Leão
- Cerrito
- Cristal
- Morro Redondo
- Pedro Osório
- Pelotas
- São Lourenço do Sul
- Turuçu

## Microrégions limitrophes
- Littoral lagunaire
- Jaguarão
- Serras du Sud-Est
- Camaquã